# Cláudia Ohana
Maria Cláudia Carneiro Silva (Río de Janeiro, 6 de febrero de 1963) es una actriz brasileña.

## Biografía
Es hija de la cineasta Nazareth Ohana Silva, quien murió en 1978, y el pintor Arthur José Carneiro. Tiene una hermana mayor llamada Cristina y es media hermana del escritor João Emanuel Carneiro. 

## Obra

### TV
| Año  | Película                     | Rol                                   | Notas                                                |
| ---- | ---------------------------- | ------------------------------------- | ---------------------------------------------------- |
| 1981 | Obrigado, Doutor             |                                       | Participación en el episodio                         |
| 1984 | Amor com Amor se Paga        | Mariana                               |                                                      |
| 1989 | Tieta                        | Tieta (joven)                         |                                                      |
| 1990 | Rainha da Sucata             | Paulinha (Paula Ramos)                |                                                      |
| 1991 | Vamp                         | Natasha / Eugênia Queiroz             |                                                      |
| 1993 | Fera Ferida                  | Camila                                |                                                      |
| 1995 | La próxima víctima           | Isabela Ferreto Vasconcellos de Rossi |                                                      |
| 1996 | Você Decide                  | Magda                                 | Episodio: «Marcas do Passado»                        |
| 1997 | Zazá                         | Maria Olímpia                         |                                                      |
| 1998 | Você Decide                  |                                       | Episodio: «A Volta Por Cima»                         |
| 1999 | Você Decide                  |                                       | Episodio: «Assunto de Família»                       |
| 2000 | A Muralha                    | Dona Antônia Brites                   |                                                      |
| 2000 | Você Decide                  | Carol                                 | Episodio: «Manía de Casar»                           |
| 2001 | Estrela-Guia                 | Glorinha                              |                                                      |
| 2001 | As Filhas da Mãe             | Aurora (Orora Gutiérrez)              |                                                      |
| 2003 | Canavial de Paixões          | Débora Febermann Santos               |                                                      |
| 2004 | El color del pecado          | Zuleide                               | Participación especial                               |
| 2004 | Sob Nova Direção             | Lucinda                               |                                                      |
| 2006 | Malhação                     | Raquel Valença                        |                                                      |
| 2008 | La favorita                  | Maria Aparecida Copola                |                                                      |
| 2011 | Dinosaurios & robots         | Alzira Sampaio                        | Participación especial                               |
| 2011 | Cuento encantado             | Siá Benvinda Aráujo                   |                                                      |
| 2012 | Dança dos Famosos 9          | Ella misma                            | Programa de telerrealidad                            |
| 2012 | Malhação                     | Iara                                  | Participación especial                               |
| 2012 | ¿Pelea o amor?               | Rihana                                | Participación especial                               |
| 2013 | Louco por Elas               | Pâmela                                | Participación especial                               |
| 2013 | Preciosa perla               | Laura Passos                          |                                                      |
| 2014 | Psi                          | Valentina                             |                                                      |
| 2016 | Sol Nascente                 | Loretta                               |                                                      |
| 2017 | Aldo: Mais Forte que o Mundo | Rocilene                              |                                                      |
| 2017 | Super Chef Celebridades      | Ella misma                            | Participante (sección de telerrealidad de Mais Você) |
| 2019 | Verão ‘90                    | Janice Guerreiro                      |                                                      |

### Cinematografía
| Año  | Título                                                      | Rol                | Notas                  |
| ---- | ----------------------------------------------------------- | ------------------ | ---------------------- |
| 1979 | Amor e Traição                                              |                    |                        |
| 1981 | Bonitinha mas Ordinária ou Otto Lara Rezende                | Hermana de Ritinha |                        |
| 1982 | Menino do Rio                                               | Soninha            |                        |
| 1982 | Beijo na Boca                                               | Celeste            |                        |
| 1982 | Aventuras de um Paraíba                                     | Branca             |                        |
| 1983 | Eréndira                                                    | Erêndira           |                        |
| 1986 | Les Longs Manteaux                                          | Julia              |                        |
| 1986 | Ópera do malandro                                           | Ludmila Struedel   |                        |
| 1988 | Luzia Homem                                                 | Luzia              |                        |
| 1988 | Love Dream                                                  | Lisa               |                        |
| 1988 | A Bela Palomera                                             | Fulvia             |                        |
| 1989 | Kuarup                                                      | Vanda              |                        |
| 1989 | Desejo de Amar                                              |                    |                        |
| 1994 | Erotique                                                    |                    | Segmento: «Final Call» |
| 2005 | Dolores                                                     | Dolores            | Cortometraje           |
| 2011 | Desenrola                                                   | Clara              |                        |
| 2011 | A Novela das 8                                              | Dora Dias          |                        |
| 2013 | O Bacanal do Diabo e Outras Fitas Proibidas de Ivan Cardoso | Simone             |                        |
| 2013 | A História do Olho                                          | Simone             | Cortometraje           |
| 2014 | El Misterio de la Felicidad                                 | Casandra           |                        |
| 2015 | Zoom                                                        | Alice              |                        |
| 2016 | The Hand of the Creator                                     | Mujer misteriosa   |                        |
| 2016 | Mais Forte que o Mundo                                      | Rocilene           | [ 3 ]                  |